# المتهمة (مسلسل)
المتهمة مسلسل تلفزيوني مصري عرض في 2022. المسلسل من تأليف وإخراج تامر نادي ومن بطولة درة، عادل كرم، علي الطيب، أسامة عباس، دياب ورشدي الشامي، يتكون المسلسل من 10 حلقات وتدور أحداثه في إطار تشويقى غامض حول حادث تجد البطلة (درة) نفسها فاقدة للذاكرة ومتهمة بقتل زوجها، وتخوض رحلة لإثبات براءتها.